# Clásico femenino Atlético-Barcelona
El clásico femenino Atlético-Barcelona, conocido entre los medios de comunicación y los aficionados españoles, es el partido de fútbol que enfrenta a las secciones femeninas de fútbol del Club Atlético de Madrid y el Fútbol Club Barcelona. Se trata de una rivalidad que se ha incrementado especialmente a partir de la temporada 2014-15, en la cual el Barcelona quedó primero de liga y el Atlético segundo.

## Enfrentamientos

### Competición internacional
El único partido en competición internacional entre los dos equipos se jugó el 21 de agosto de 2020 en el Estadio de San Mamés en la Liga de Campeones Femenina 2019-20. El partido, perteneciente a los cuartos de final, estaba planeado para jugarse a ida y vuelta, pero se aplazó por la pandemia de COVID-19 y al final se jugó a un partido a puerta cerrada en una sede neutral. El partido terminó con victoria del Barcelona con un gol de Kheira Hamraoui en el minuto 80. En la semifinal posterior, el Barça perdió por 1-0 contra el VfL Wolfsburgo.

## Palmarés
| Club Atlético de Madrid                                                                                               | 4 | 2  | 1 | 7  | – | – | 7  |
| Fútbol Club Barcelona                                                                                                 | 9 | 10 | 5 | 24 | 3 | 3 | 27 |
| Datos actualizados a la consecución de un último título por parte de alguno de los implicados el 26 de enero de 2025. |   |    |   |    |   |   |    |

## Estadísticas

### Balance de enfrentamientos
| Competición         | P. J. | Ganó FCB | P. E. | Ganó ATL | G. FCB | G. ATL |
| ------------------- | ----- | -------- | ----- | -------- | ------ | ------ |
| Liga de España      | 35    | 20       | 9     | 6        | 62     | 22     |
| Copa de España      | 6     | 4        | 0     | 2        | 12     | 7      |
| Supercopa de España | 4     | 3        | 1     | 0        | 14     | 3      |
| Liga de Campeones   | 1     | 1        | 0     | 0        | 1      | 0      |
| Total oficial       | 46    | 28       | 10    | 8        | 89     | 32     |

#### Resumen
| \| Temporada \| Local \| \| Visitante \| Estadio \| Asistencia \| Árbitro \| Ref. \| \| --------- \| --------- \| --- \| --------- \| ---------------------------- \| ---------- \| ----------------- \| -------- \| \| 2006-07 \| Atlético \| 0-1 \| Barcelona \| Sin datos \| Sin datos \| Sin datos \| [rep 1] \| \| 2006-07 \| Barcelona \| 0-1 \| Atlético \| Sin datos \| Sin datos \| Sin datos \| [rep 2] \| \| 2008-09 \| Atlético \| 1-0 \| Barcelona \| Sin datos \| Sin datos \| Sin datos \| [rep 3] \| \| 2008-09 \| Barcelona \| 2-0 \| Atlético \| Sin datos \| Sin datos \| Sin datos \| [rep 4] \| \| 2009-10 \| Atlético \| 0-0 \| Barcelona \| Sin datos \| Sin datos \| Sin datos \| [rep 5] \| \| 2009-10 \| Barcelona \| 0-1 \| Atlético \| Sin datos \| Sin datos \| Sin datos \| [rep 6] \| \| 2010-11 \| Atlético \| 0-1 \| Barcelona \| Sin datos \| Sin datos \| Sin datos \| [rep 7] \| \| 2010-11 \| Barcelona \| 2-2 \| Atlético \| Sin datos \| Sin datos \| Sin datos \| [rep 8] \| \| 2011-12 \| Atlético \| 0-1 \| Barcelona \| Sin datos \| Sin datos \| Sin datos \| [rep 9] \| \| 2011-12 \| Barcelona \| 4-0 \| Atlético \| Ciudad Deportiva Joan Gamper \| Sin datos \| Sin datos \| [rep 10] \| \| 2012-13 \| Atlético \| 1-1 \| Barcelona \| Estadio Cerro del Espino \| Sin datos \| Sin datos \| [rep 11] \| \| 2012-13 \| Barcelona \| 2-0 \| Atlético \| Ciudad Deportiva Joan Gamper \| ≈200 \| Castaño Coso \| [rep 12] \| \| 2013-14 \| Barcelona \| 2-1 \| Atlético \| Ciudad Deportiva Joan Gamper \| 220 \| Zardaín López \| [rep 13] \| \| 2013-14 \| Atlético \| 0-3 \| Barcelona \| Estadio Cerro del Espino \| Sin datos \| Sin datos \| [rep 14] \| \| 2014-15 \| Barcelona \| 1-0 \| Atlético \| Ciudad Deportiva Joan Gamper \| Sin datos \| Sin datos \| [rep 15] \| \| 2014-15 \| Atlético \| 1-1 \| Barcelona \| Estadio Cerro del Espino \| Sin datos \| Carralero Calvo \| [rep 16] \| \| 2015-16 \| Atlético \| 0-0 \| Barcelona \| Estadio Cerro del Espino \| 900 \| Pérez Hernández \| [rep 17] \| \| 2015-16 \| Barcelona \| 0-1 \| Atlético \| Ciudad Deportiva Joan Gamper \| Sin datos \| Sin datos \| [rep 18] \| \| 2016-17 \| Atlético \| 2-1 \| Barcelona \| Estadio Vicente Calderón \| 13 935 \| Sin datos \| [rep 19] \| \| 2016-17 \| Barcelona \| 1-1 \| Atlético \| Miniestadi \| 6268 \| Sin datos \| [rep 20] \| \| 2017-18 \| Atlético \| 1-1 \| Barcelona \| Estadio Cerro del Espino \| Sin datos \| Frías Acedo \| [rep 21] \| \| 2017-18 \| Barcelona \| 1-1 \| Atlético \| Ciudad Deportiva Joan Gamper \| Sin datos \| Huerta de Aza \| [rep 22] \| \| 2018-19 \| Barcelona \| 2-1 \| Atlético \| Miniestadi \| 4616 \| Huerta de Aza \| [rep 23] \| \| 2018-19 \| Atlético \| 0-2 \| Barcelona \| Estadio Metropolitano \| 60 739 \| Sin datos \| [rep 24] \| \| 2019-20 \| Barcelona \| 6-1 \| Atlético \| Estadio Johan Cruyff \| Sin datos \| Huerta de Aza \| [rep 25] \| \| 2019-20 \| Atlético \| 0-0 \| Barcelona \| C. D. Alcalá de Henares \| Sin datos \| Rivera Olmedo \| [rep 26] \| \| 2020-21 \| Barcelona \| 3-0 \| Atlético \| Estadio Johan Cruyff \| 0 \| Rivera Olmedo \| [rep 27] \| \| 2020-21 \| Atlético \| 4-3 \| Barcelona \| C. D. Alcalá de Henares \| Sin datos \| Frías Acedo \| [rep 28] \| \| 2021-22 \| Atlético \| 0-3 \| Barcelona \| C. D. Alcalá de Henares \| Sin datos \| Huerta de Aza \| [rep 29] \| \| 2021-22 \| Barcelona \| 2-1 \| Atlético \| Estadio Johan Cruyff \| 5179 \| Gallastegui Pérez \| [rep 30] \| \| 2022-23 \| Atlético \| 1-6 \| Barcelona \| Estadio Metropolitano \| 24 107 \| González González \| [rep 31] \| \| 2022-23 \| Barcelona \| 4-0 \| Atlético \| Estadio Johan Cruyff \| 4850 \| Gallastegui Pérez \| [rep 32] \| \| 2023-24 \| Atlético \| 0-1 \| Barcelona \| C. D. Alcalá de Henares \| 2500 \| González González \| [rep 33] \| \| 2023-24 \| Barcelona \| 2-0 \| Atlético \| Estadio Johan Cruyff \| 5289 \| Rivera Olmedo \| [rep 34] \| \| 2024-25 \| Atlético \| 0-3 \| Barcelona \| C. D. Alcalá de Henares \| 2207 \| Rivera Olmedo \| [rep 35] \| Datos actualizados: 9 de noviembre de 2024. |           |     |           |                              |            |                   |            |
| Temporada | Local     |     | Visitante | Estadio                      | Asistencia | Árbitro           | Ref.       |
| 2006-07 | Atlético  | 0-1 | Barcelona | Sin datos                    | Sin datos  | Sin datos         | [ rep 1 ]  |
| 2006-07 | Barcelona | 0-1 | Atlético  | Sin datos                    | Sin datos  | Sin datos         | [ rep 2 ]  |
| 2008-09 | Atlético  | 1-0 | Barcelona | Sin datos                    | Sin datos  | Sin datos         | [ rep 3 ]  |
| 2008-09 | Barcelona | 2-0 | Atlético  | Sin datos                    | Sin datos  | Sin datos         | [ rep 4 ]  |
| 2009-10 | Atlético  | 0-0 | Barcelona | Sin datos                    | Sin datos  | Sin datos         | [ rep 5 ]  |
| 2009-10 | Barcelona | 0-1 | Atlético  | Sin datos                    | Sin datos  | Sin datos         | [ rep 6 ]  |
| 2010-11 | Atlético  | 0-1 | Barcelona | Sin datos                    | Sin datos  | Sin datos         | [ rep 7 ]  |
| 2010-11 | Barcelona | 2-2 | Atlético  | Sin datos                    | Sin datos  | Sin datos         | [ rep 8 ]  |
| 2011-12 | Atlético  | 0-1 | Barcelona | Sin datos                    | Sin datos  | Sin datos         | [ rep 9 ]  |
| 2011-12 | Barcelona | 4-0 | Atlético  | Ciudad Deportiva Joan Gamper | Sin datos  | Sin datos         | [ rep 10 ] |
| 2012-13 | Atlético  | 1-1 | Barcelona | Estadio Cerro del Espino     | Sin datos  | Sin datos         | [ rep 11 ] |
| 2012-13 | Barcelona | 2-0 | Atlético  | Ciudad Deportiva Joan Gamper | ≈200       | Castaño Coso      | [ rep 12 ] |
| 2013-14 | Barcelona | 2-1 | Atlético  | Ciudad Deportiva Joan Gamper | 220        | Zardaín López     | [ rep 13 ] |
| 2013-14 | Atlético  | 0-3 | Barcelona | Estadio Cerro del Espino     | Sin datos  | Sin datos         | [ rep 14 ] |
| 2014-15 | Barcelona | 1-0 | Atlético  | Ciudad Deportiva Joan Gamper | Sin datos  | Sin datos         | [ rep 15 ] |
| 2014-15 | Atlético  | 1-1 | Barcelona | Estadio Cerro del Espino     | Sin datos  | Carralero Calvo   | [ rep 16 ] |
| 2015-16 | Atlético  | 0-0 | Barcelona | Estadio Cerro del Espino     | 900        | Pérez Hernández   | [ rep 17 ] |
| 2015-16 | Barcelona | 0-1 | Atlético  | Ciudad Deportiva Joan Gamper | Sin datos  | Sin datos         | [ rep 18 ] |
| 2016-17 | Atlético  | 2-1 | Barcelona | Estadio Vicente Calderón     | 13 935     | Sin datos         | [ rep 19 ] |
| 2016-17 | Barcelona | 1-1 | Atlético  | Miniestadi                   | 6268       | Sin datos         | [ rep 20 ] |
| 2017-18 | Atlético  | 1-1 | Barcelona | Estadio Cerro del Espino     | Sin datos  | Frías Acedo       | [ rep 21 ] |
| 2017-18 | Barcelona | 1-1 | Atlético  | Ciudad Deportiva Joan Gamper | Sin datos  | Huerta de Aza     | [ rep 22 ] |
| 2018-19 | Barcelona | 2-1 | Atlético  | Miniestadi                   | 4616       | Huerta de Aza     | [ rep 23 ] |
| 2018-19 | Atlético  | 0-2 | Barcelona | Estadio Metropolitano        | 60 739     | Sin datos         | [ rep 24 ] |
| 2019-20 | Barcelona | 6-1 | Atlético  | Estadio Johan Cruyff         | Sin datos  | Huerta de Aza     | [ rep 25 ] |
| 2019-20 | Atlético  | 0-0 | Barcelona | C. D. Alcalá de Henares      | Sin datos  | Rivera Olmedo     | [ rep 26 ] |
| 2020-21 | Barcelona | 3-0 | Atlético  | Estadio Johan Cruyff         | 0          | Rivera Olmedo     | [ rep 27 ] |
| 2020-21 | Atlético  | 4-3 | Barcelona | C. D. Alcalá de Henares      | Sin datos  | Frías Acedo       | [ rep 28 ] |
| 2021-22 | Atlético  | 0-3 | Barcelona | C. D. Alcalá de Henares      | Sin datos  | Huerta de Aza     | [ rep 29 ] |
| 2021-22 | Barcelona | 2-1 | Atlético  | Estadio Johan Cruyff         | 5179       | Gallastegui Pérez | [ rep 30 ] |
| 2022-23 | Atlético  | 1-6 | Barcelona | Estadio Metropolitano        | 24 107     | González González | [ rep 31 ] |
| 2022-23 | Barcelona | 4-0 | Atlético  | Estadio Johan Cruyff         | 4850       | Gallastegui Pérez | [ rep 32 ] |
| 2023-24 | Atlético  | 0-1 | Barcelona | C. D. Alcalá de Henares      | 2500       | González González | [ rep 33 ] |
| 2023-24 | Barcelona | 2-0 | Atlético  | Estadio Johan Cruyff         | 5289       | Rivera Olmedo     | [ rep 34 ] |
| 2024-25 | Atlético  | 0-3 | Barcelona | C. D. Alcalá de Henares      | 2207       | Rivera Olmedo     | [ rep 35 ] |

| \| Año \| Local \| \| Visitante \| Estadio \| Asistencia \| Árbitra \| Ronda \| Ref. \| \| ---- \| --------- \| ------------ \| --------- \| ----------------------------------- \| ---------- \| ---------------- \| ----------- \| -------- \| \| 2020 \| Atlético \| 2-3 \| Barcelona \| Estadio Helmántico \| 7077 \| Martínez Madrona \| Semifinales \| [rep 36] \| \| 2021 \| Atlético \| 1-1 (3-1 p.) \| Barcelona \| Estadio de los Juegos Mediterráneos \| Sin datos \| Rivera Olmedo \| Semifinales \| [rep 37] \| \| 2022 \| Barcelona \| 7-0 \| Atlético \| Ciudad del Fútbol de Las Rozas \| 1123 \| Huerta de Aza \| Final \| [rep 38] \| \| 2025 \| Barcelona \| 3-0 \| Atlético \| Estadio municipal de Butarque \| Sin datos \| Gil Soriano \| Semifinales \| [rep 39] \| Datos actualizados: 22 de enero de 2025. |           |              |           |                                     |            |                  |             |            |
| Año | Local     |              | Visitante | Estadio                             | Asistencia | Árbitra          | Ronda       | Ref.       |
| 2020 | Atlético  | 2-3          | Barcelona | Estadio Helmántico                  | 7077       | Martínez Madrona | Semifinales | [ rep 36 ] |
| 2021 | Atlético  | 1-1 (3-1 p.) | Barcelona | Estadio de los Juegos Mediterráneos | Sin datos  | Rivera Olmedo    | Semifinales | [ rep 37 ] |
| 2022 | Barcelona | 7-0          | Atlético  | Ciudad del Fútbol de Las Rozas      | 1123       | Huerta de Aza    | Final       | [ rep 38 ] |
| 2025 | Barcelona | 3-0          | Atlético  | Estadio municipal de Butarque       | Sin datos  | Gil Soriano      | Semifinales | [ rep 39 ] |

| \| Año \| Local \| \| Visitante \| Estadio \| Asistencia \| Árbitro \| Ronda \| Ref. \| \| ---- \| --------- \| --- \| --------- \| ------------------------------ \| ---------- \| --------------- \| ----------- \| -------- \| \| 2013 \| Atlético \| 0-3 \| Barcelona \| Estadio Cerro del Espino \| 1300 \| Ortiz Arias \| Semifinales \| [rep 40] \| \| 2013 \| Barcelona \| 2-1 \| Atlético \| Ciudad Deportiva Joan Gamper \| Sin datos \| Sin datos \| Semifinales \| [rep 40] \| \| 2016 \| Barcelona \| 2-3 \| Atlético \| Ciudad del Fútbol de Las Rozas \| 2000 \| Frías Acedo \| Final \| [rep 41] \| \| 2017 \| Barcelona \| 4-1 \| Atlético \| Ciudad del Fútbol de Las Rozas \| Sin datos \| Hernández Maeso \| Final \| [rep 42] \| \| 2018 \| Barcelona \| 1-0 \| Atlético \| Estadio Romano \| 12 500 \| Huerta de Aza \| Final \| [rep 43] \| \| 2019 \| Atlético \| 2-0 \| Barcelona \| Estadio Cerro del Espino \| 3376 \| Huerta de Aza \| Semifinales \| [rep 44] \| Datos actualizados: 17 de mayo de 2022. |           |     |           |                                |            |                 |             |            |
| Año | Local     |     | Visitante | Estadio                        | Asistencia | Árbitro         | Ronda       | Ref.       |
| 2013 | Atlético  | 0-3 | Barcelona | Estadio Cerro del Espino       | 1300       | Ortiz Arias     | Semifinales | [ rep 40 ] |
| 2013 | Barcelona | 2-1 | Atlético  | Ciudad Deportiva Joan Gamper   | Sin datos  | Sin datos       | Semifinales | [ rep 40 ] |
| 2016 | Barcelona | 2-3 | Atlético  | Ciudad del Fútbol de Las Rozas | 2000       | Frías Acedo     | Final       | [ rep 41 ] |
| 2017 | Barcelona | 4-1 | Atlético  | Ciudad del Fútbol de Las Rozas | Sin datos  | Hernández Maeso | Final       | [ rep 42 ] |
| 2018 | Barcelona | 1-0 | Atlético  | Estadio Romano                 | 12 500     | Huerta de Aza   | Final       | [ rep 43 ] |
| 2019 | Atlético  | 2-0 | Barcelona | Estadio Cerro del Espino       | 3376       | Huerta de Aza   | Semifinales | [ rep 44 ] |

| \| Temporada \| Local \| \| Visitante \| Estadio \| Asistencia \| Árbitra \| Ronda \| Ref. \| \| --------- \| -------- \| --- \| --------- \| -------------------- \| ---------- \| -------- \| ---------------- \| -------- \| \| 2019-20 \| Atlético \| 0-1 \| Barcelona \| Estadio de San Mamés \| 0 \| Frappart \| Cuartos de final \| [rep 45] \| Datos actualizados: 15 de mayo de 2022. |          |     |           |                      |            |          |                  |            |
| Temporada | Local    |     | Visitante | Estadio              | Asistencia | Árbitra  | Ronda            | Ref.       |
| 2019-20 | Atlético | 0-1 | Barcelona | Estadio de San Mamés | 0          | Frappart | Cuartos de final | [ rep 45 ] |

### Partidos que decidieron un título
Contando todas las competiciones ambos equipos se han enfrentado en una instancia definitiva en 4 ocasiones, con balance favorable a las azulgrana por 3-1; la Copa de la Reina fue el torneo donde más veces se encontraron, con balance 2-1 a favor del Barça; en Supercopa de España se enfrentaron una vez con victoria del Barça.
| Temporada                    | Campeón                      | Resultado                    | Subcampeón                   | Sede de la final                                    |
| Campeonato de España de Copa | Campeonato de España de Copa | Campeonato de España de Copa | Campeonato de España de Copa |                                                     |
| ---------------------------- | ---------------------------- | ---------------------------- | ---------------------------- | --------------------------------------------------- |
| 2016                         | Club Atlético de Madrid      | 3-2                          | Fútbol Club Barcelona        | Ciudad del Fútbol de Las Rozas, Las Rozas de Madrid |
| 2017                         | Fútbol Club Barcelona        | 4-1                          | Club Atlético de Madrid      | Ciudad del Fútbol de Las Rozas, Las Rozas de Madrid |
| 2018                         | Fútbol Club Barcelona        | 1-0 (pró.)                   | Club Atlético de Madrid      | Estadio Romano, Mérida                              |
| Supercopa de España          |                              |                              |                              |                                                     |
| 2022                         | Fútbol Club Barcelona        | 7-0                          | Club Atlético de Madrid      | Ciudad del Fútbol de Las Rozas, Las Rozas de Madrid |